# Frank Black
Frank Black (rozený Charles Michael Kittridge Thompson IV, 6. dubna 1965) je americký zpěvák a kytarista, frontman alternative rockové skupiny Pixies, se kterou vystupoval pod jménem Black Francis. Po rozpadu této skupiny v roce 1993 odstartoval vlastní sólovou kariéru pod současným pseudonymem. Následovala dvě alba u labelu 4AD a pak dal dohromady svoji doprovodnou kapelu Frank Black and the Catolics. V roce 2004 se na jeho popud dali Pixies znovu dohromady a vyrazili na koncertní turné. Black současně vydal svoje sólové desky. Jeho píseň You Ain't Me z alba The Cult of Ray se objevila v českém filmu Knoflíkáři z roku 1997.
Mnoho písní, které složil pro skupinu Pixies, je citováno umělci jako jsou David Bowie, Thom Yorke nebo Kurt Cobain. Cobain dokonce jednou prohlásil, že slavná píseň Smells Like Teen Spirit měla znít „jakoby byla od Pixies”. David Bowie má na svém albu Heathen cover verzi písně Cactus.

## Diskografie
- Frank Black (1993)
- Teenager of the Year (1994)
- The Cult of Ray (1996)
- Frank Black and the Catholics (1998)
- Pistolero (1999)
- Sunday Sunny Mill Valley Groove Day (2000, zatím nevydáno)
- Dog in the Sand (2001)
- Black Letter Days (2002)
- Devil's Workshop (2002)
- Show Me Your Tears (2003)
- Frank Black Francis (2004)
- Honeycomb (2005)
- Fast Man Raider Man (2006)
- Christmass (2006)
- Bluefinger (2007)
- Svn Fngrs (2008)